# Babel, czyli o konieczności przemocy
Babel, czyli o konieczności przemocy (ang. Babel, or the Necessity of Violence) – powieść fantasy amerykańskiej pisarki chińskiego pochodzenia, Rebekki F. Kuang. Książkę wydała oficyna HarperCollins w 2022 r., polskie tłumaczenie Grzegorza Komerskiego ukazało się nakładem wydawnictwa  Fabryka Słów w 2023 r.
Książka zdobyła nagrody branżowe: Nebulę za 2022 r. i Locusa za powieść fantasy w 2023 r., a także kilka mniej znanych wyróżnień (Dragon Award, British Book Award, Blackwell’s Books of the Year for Fiction), była także nominowana do nagród: World Fantasy Award, Sidewise i Ignyte Award.

## Fabuła
Historia alternatywna rozgrywająca się w pierwszej połowie XIX w. Osierocony chiński chłopiec zostaje zabrany z Kantonu do Anglii przez profesora Uniwersytetu w Oksfordzie. Jego jedynym zadaniem jest uczyć się języków obcych tak, by mógł podjąć studia w elitarnym instytucie translatoryki Uniwersytetu. Tam ma zgłębiać arkana języków i wzajemnych zależności między nimi, wspierając w ten sposób potęgę Imperium brytyjskiego, która opiera się na sztabkach magicznego srebra.